# Joker Stairs

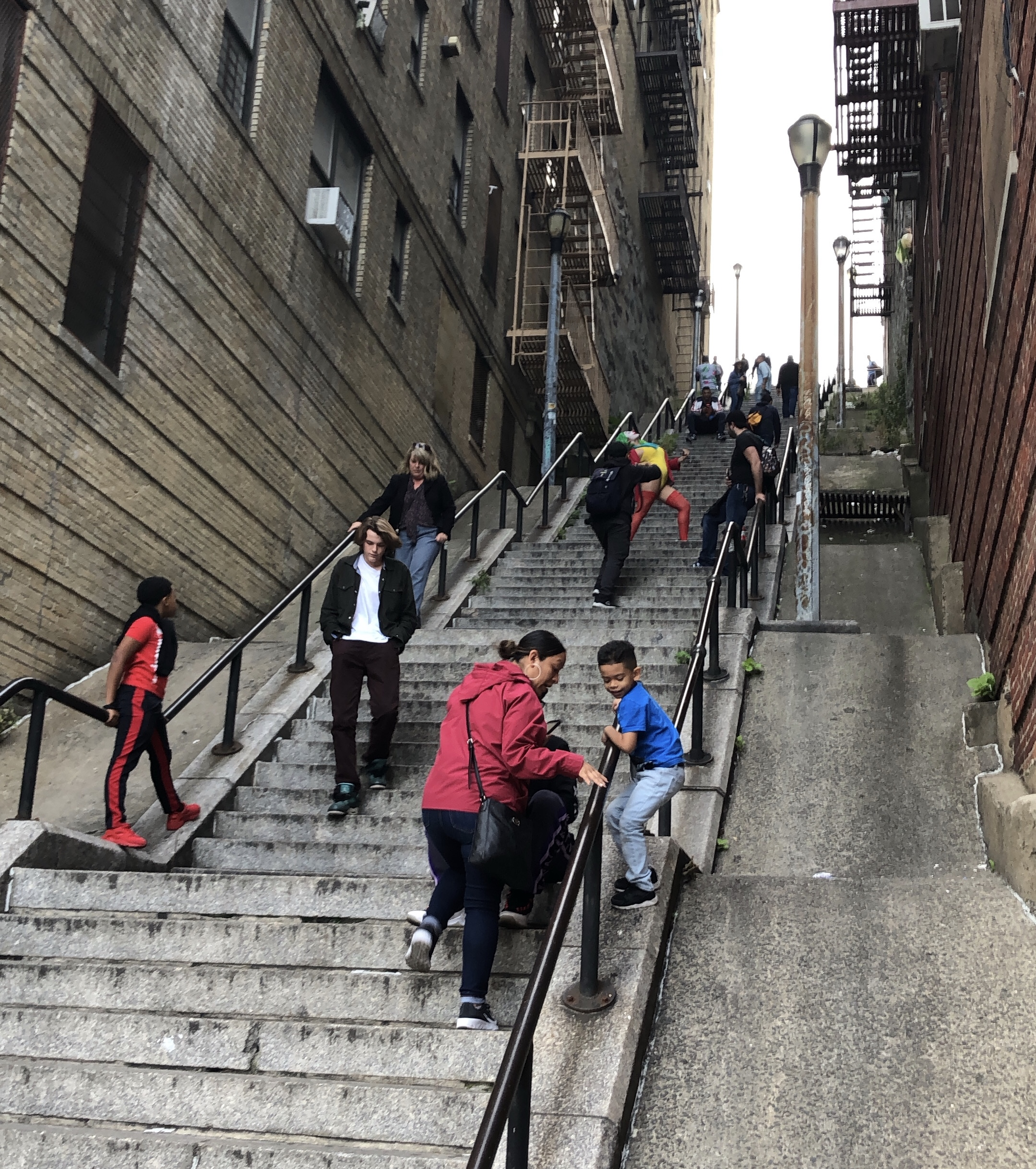
Turistas visitam a Escadaria do Coringa em outubro de 2019, logo após o lançamento do filme Joker. É possível ver um cosplayer vestido como o Coringa dançando no meio da escada em uma sessão de fotos.

Joker Stairs (em português, Escadaria do Coringa) é o nome coloquial de uma escadaria para pedestres que liga as avenidas Shakespeare e Anderson, na altura da West 167th Street, em Highbridge, no distrito do Bronx, na cidade de Nova York, Estados Unidos. Localizada perto da estação 167th Street da linha 4 do Metrô de Nova York, as escadarias foram um dos locais de filmagem do filme Joker de 2019.
No filme, o personagem Arthur Fleck, interpretado por Joaquin Phoenix, é repetidamente mostrado subindo e descendo as escadas como parte de sua rotina diária. Mais tarde, em direção ao clímax do filme, ele dança escada abaixo vestindo um terno de cores vivas e maquiagem de palhaço, o que representa uma mudança em seu personagem, ao som de fundo da música Rock and Roll Part 2 de Gary Glitter. A escadaria aparece no pôster promocional do filme e se tornou um ponto turístico. Tanto as escadas quanto a dança de Arthur se tornaram memes de Internet.
Muitos visitantes reencenam a cena do filme, algumas vezes fazendo cosplay do personagem, a ponto da escadaria ficar aglomerada de turistas. Os moradores do Bronx reclamaram que os turistas causavam aglomeração durante seus deslocamentos diários ao mesmo tempo em que tiravam fotos e empunhavam bastões de selfie. Alexandria Ocasio-Cortez, representante pelo 14º distrito de Nova York (que abrange partes do Bronx) na Câmara dos Representantes, pediu aos visitantes que ficassem longe das escadarias para evitar problemas aos moradores locais.
O jornal India Today observa que "Mesmo que as escadas existam há anos e levem a alguns dos pontos mais famosos de Nova York [...], elas nunca foram muito populares por causa de sua associação com a criminalidade na área". O New York Times observa que, originalmente, a escadaria usada no filme de 2007 American Gangster, localizada em um bairro do sul do Bronx, seria usada na cena, mas foram repavimentadas e embelezadas demais para serem esteticamente aceitáveis em Joker.
De acordo com a NBC de Nova York, a Escadaria do Coringa se juntou "às fileiras de cenários de filmes conhecidos, como os degraus do Museu de Arte da Filadélfia" vistos no filme de 1976 Rocky. Em 2019, o Burger King lançou um vídeo promocional com a escadaria, com a frase dizendo "Sabemos que palhaços podem ser irritantes", uma indireta dirigida ao McDonald's.